# Usos medicinales de las raíces

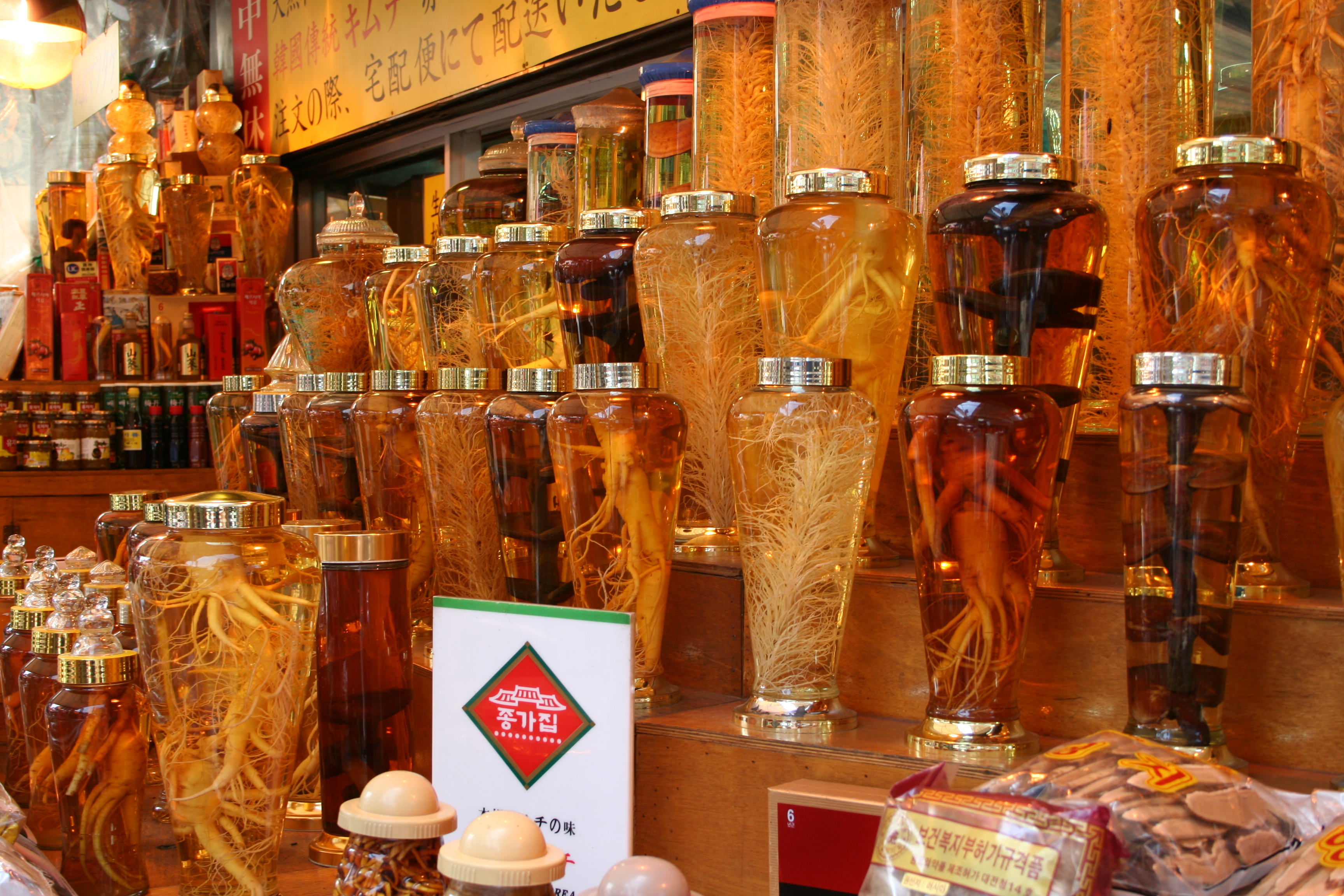
Diversidad de preparaciones de raíces en venta en un mercado cercano a la puerta monumental de Namdaemun, centro de Seúl.

Las raíces se han usado en la medicina humana y veterinaria desde tiempos prehistóricos. Muchas de las indicaciones en la fitoterapia se basan en raíces medicinales.
A nivel popular, entre las raíces se incluyen órganos subterráneos que no lo son: tallos especializados como los tubérculos, cormos y rizomas, y engrosamientos foliares como los bulbos.

## Historia
En la medicina china, Shennong (神农), conocido como el Emperador de los Cinco Granos, es acreditado como autor de la obra llamada «Clásico divino de hierbas y raíces para el campesino» (神农本草经) que parece haber sido escrito hacia el final de la Dinastía Han Occidental. La mitología china afirma que los ingredientes eran cargados por el mismo aire hacia el caldrón de Shenong, de donde reportaba sus usos. Shenong es venerado como el padre de la medicina china.

## Acantáceas
La familia de las Acanthaceae contiene a varios géneros de plantas con raíces de interés medicinal. Por ejemplo, se prepara una infusión de la raíz de Justicia spicigera que se indica en afecciones sanguíneas, como la anemia, la menstruación excesiva, trastornos circulatorios leves como las várices así como el alivio de algunos síntomas de la menopausia. Por su parte la de cocción de las raíces de la Justicia adhatoda promueve el trabajo de parto, mientras en investigaciones de dicha planta para sus posibles efectos, una sustancia aislada de la raíz, la yuehchukena, previene la gestación en ratas. Este compuesto ha sido aislado de otras raíces, incluyendo la Murraya paniculata.
De la misma familia de las acantáceas, la raíz de la Thunbergia alata u «ojo de gata»,  se usa en casos de úlceras digestivas y como antiinflamatorio.

## Acónito

### Advertencia
Debido a su elevada toxicidad, no debe usarse ninguna preparación artesanal de acónito, ni siquiera en uso externo. La aconitina se absorbe rápidamente a través de las membranas mucosas, pero también a través de la piel. La administración oral de 2-5 g de la raíz o 5 ml de la tintura puede resultar mortal en humanos en cuestión de minutos por parálisis de los músculos respiratorios.
El rizoma de Aconitum napellus, así como otras especies del género es especialmente rico en un alcaloide terpénico muy tóxico denominado aconitina (C34H47NO11) y ácido aconítico. Toda la planta, incluyendo sus flores y semillas, contiene aconitina. La aconitina actúa abriendo los canales de sodio sensibles a la tetrodotoxina a nivel del corazón y otros tejidos. Se emplea también a nivel experimental para simular o crear trastornos del ritmo cardíaco en animales de estudio.

## Ajenjo
Las especie Artemisia absinthium, conocida por los griegos como la "madre de todas las hierbas" en la obra "Tesoro de los pobres" dadas sus múltiples aplicaciones curativas, se utiliza como tónico, febrífugo y antihelmíntico, así como en la elaboración de la absenta. El rizoma leñoso y duro se toma oralmente como bebida para el dolor de estómago, así como otras especies del mismo género Artemisia.

### Otras asteráceas

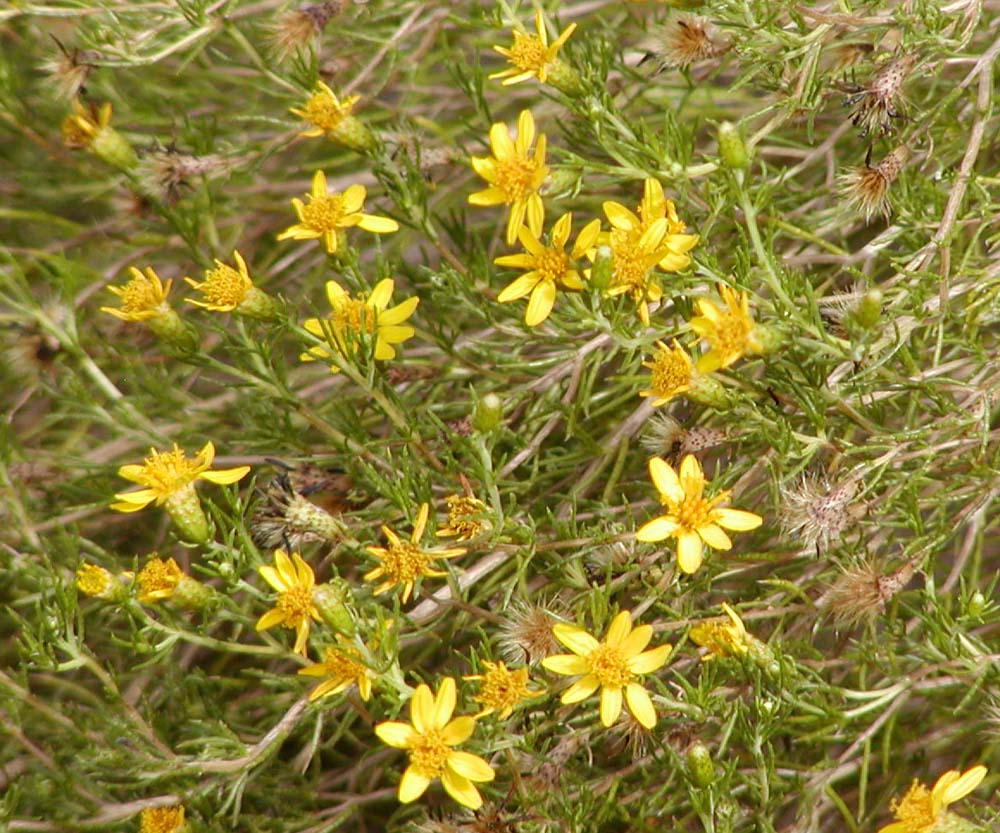
Chrysactinia mexicana, cuya raíz se usa para el dolor de estómago, detoxificación del hígado, anemia y como afrodisíaco.

Otras raíces de plantas con antecedentes de uso medicinal, aunque no haya para la mayoría de ellos estudios químicos o farmacológicos que convaliden su efectividad, incluyen:
- Alcachofa (Cynara scolymus): conocida por sus productos activos, la cinarina y los esteroles, aunque también es rico en inulina y fibra, así como ser una fuente de carbohidratos. Las raíces se preparan en infusiones para aliviar los cólicos abdominales, el dolor de estómago, coletérico y para depurar el hígado.
- «Plumajillo» (Achillea millefolium): en bebidas o molienda para heridas y dolor de oído.
- «Artemisa» (Ambrosia psilostachya): infusiones para lavar heridas y baños depurantes.
- «Sesilifolia» (Roldana sessilifolia): la única especie con un uso muy específico, ya que el rizoma es empleado para enfermedades del aparato reproductivo de la mujer, se prepara en infusión y se administra oralmente.
- Bidens pilosa: conocida en la medicina tradicional china como xian feng cao (en chino, 咸豐草) es colerético y, con infusiones preparadas con agua hervida y bien coladas, para el lavado de los ojos.
- Brickellia veronicifolia y Grindelia squarrosa: se indican como colerético, para el dolor de estómago y dolor de la vesícula biliar, cólicos abdominales en adultos y diarrea.
- Cardo morado (Cirsium rhaphilepis): para dolor de pecho y tos; y el cardo rojo (Cirsium ehrenbergii) para preparados para duchas vaginales.[13] La raíz de C. subuliforme también se han empleado para lavados vaginales.
- «Cerraja» (Sonchus oleraceus), una hierba conocida por tener flavonoides usados en el tratamiento de la ascitis y como estimulante del apetito. Sus raíces se preparan en infusiones para los riñones.
- «Clavelón», del género Tagetes cuyas raíces se usan como infusión para el alivio del dolor de estómago. La raíz del T. erecta se fríe en aceite de oliva y una vez dorado, se pica y sirve en ensaladas. El T. lucida tiene raíces que se usan para el dolor menstrual, al mismo tiempo que regula el ciclo.

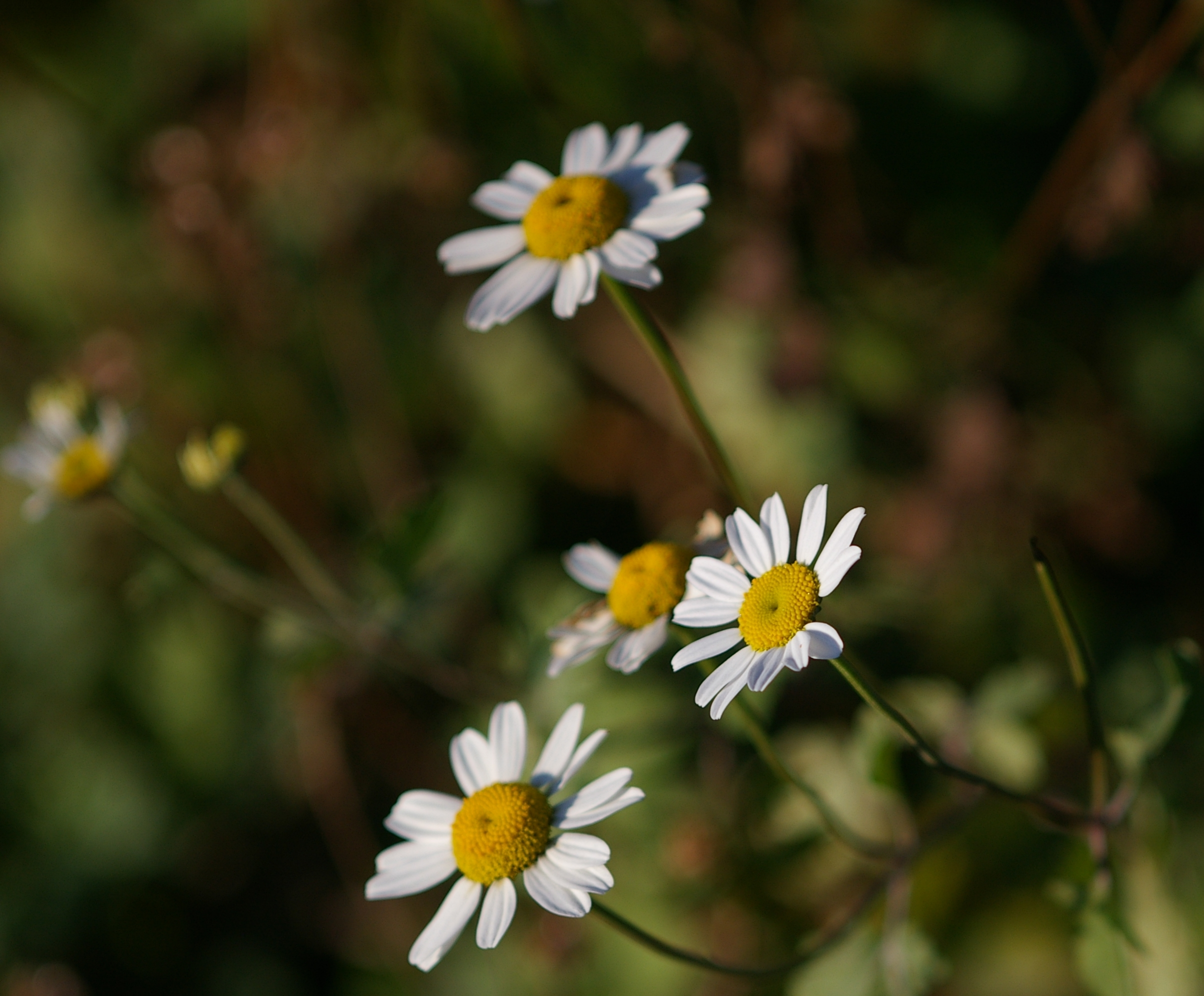
La infusión de raíz de «Santa María» (Tanacetum parthenium) se usa para reducir la fiebre y tratar el dolor de cabeza, aunque estudios al respecto aún no han producido suficiente evidencia para corroborar su efectividad.

- Conyza filaginoides y C. schiedena (ambas conocidas en México como «simonilla»: similar al resto del género, se indica para depurar el hígado, riñones, para el dolor de estómago y de vesícula biliar y, en ocasiones, para diarrea.
- Dugesia mexicana: usada para los riñones.
- Dyssodia papposa: diarrea y vómito en niños, ocasionalmente para la tos, porque la D. tenuifolia es la raíz más específica del género como antitusígeno.
- «Manzanilla cimarrona» (Erigeron pubescens): fundamentalmente para la inflamación sentida a nivel estomacal.
- Las raíces de varias especies del género Eupatorium y Montanoa son usadas para el baño de parturientas durante el puerperio.
- Flourensia resionsa, nativa de Argentina trata afecciones inflamatorias, incluyendo reumáticas, cansancio y ardor en los pies y para amacizar la dentadura.
- Verbascum thapsus, el gordolobo, específicamente usado contra la tos.
- Grindelia inuloides: usada para regular la menstruación.
- Popote (Haplopappus venetus): usada en baños sobre los pies de lactantes para que caminen.[15]
- Las raíces de varias especies de los géneros Arnica,  Doronicum, Helenium,  Heterotheca e Inula contienen helenalina, una lactona que es un ingrediente esencial en preparados antiinflamatorios, en su mayoría contra las contusiones y magulladuras.
- «Escoba amarga» (Parthenium hysterophorus) y el «Confitillo» Parthenium bipinnatifidum tiene raíces usadas para el dolor de estómago.
- Petasites hybridus: las raíces y rizomas se emplean como coadyuvante en el tratamiento de dolores de cabeza y los dolores asociados a cólicos nefríticos.
- Stevia: género de varias especies denominadas «sopita» en México usadas como depurativo y para rebajar la tensión arterial.
- Taraxacum officinale, el diente de león, se ha usado específicamente para la inflamación de ovario, riñones e hígado. Véase Diente de león, más adelante.
- La raíz y la hoja de Zaluzania augusta, provoca la menstruación y, en mujeres embarazadas, el aborto.[16]
- La raíz del «matarique» (Psacalium peltatum) se prepara en maceración alcohólica contra el reumatismo y es de aplicación tópica.
- De los rizomas de Atractylodes lancea se produce el Cāng zhú, considerado muy importante en la medicina china tradicional para el tratamiento de trastornos digestivos (náuseas, dilatación abdominal, inapetencia) y articulaciones agarrotadas por humedad.

## Amarantáceas
La familia Amaranthaceae incluye géneros del que se preparan bebidas medicinales. La «yerba de pollo» (Alternanthera repens), conocida en México como «tianguis» se toma para lavado intestinal y alivio de la diarrea. La especie Gomphrena decumbens o «cabezona chica», se toma para limpiar los riñones y para el alivio del dolor de estómago.

## Apocináceas
Varias especies de la familia Apocynaceae tienen raíces que son añadidas en complejos vitamínicos, incluyendo el sacuanjoche Plumeria alba y el frangipani Plumeria rubra.
Otra apocinácea es Mondia whitei, nativa de Camerún, cuya corteza de la raíz es utilizada para incrementar la libido. Sin embargo, la administración a largo plazo causa cambios involutivos en los túbulos seminíferos y el epidídimo dando como resultado el cese de la espermatogénesis y lesión testicular.

## Astrágalo
La raíz del Astragalus membranaceus conocida en la medicina tradicional china como «huáng qí» (黄芪, que traducido significa líder amarillo), se indica para tratar la diabetes. En la medicina occidental el Astragalus es considerado un tónico para el organismo y tomado como té para la digestión, utilizando la raíz seca de la planta, a menudo en combinación con otras hierbas medicinales. Se utiliza tradicionalmente en mejorar el sistema inmune y para el tratamiento de heridas, la hepatitis crónica y como coadyuvante en la terapia del cáncer. La raíz del A. propinquus se usa también como tónico incrementando el metabolismo y reduciendo la fatiga.
Las evidencias que apoyan el uso del astrágalo son limitadas, sin que haya ensayos clínicos de alta calidad en seres humanos. Existe alguna evidencia preliminar que sugiere que el astrágalo, ya sea solo o en combinación con otras hierbas, puede tener beneficios potenciales para el sistema inmunológico, produciendo interferón y activando ciertas células del sistema inmune como los macrófagos. Igualmente para el corazón y el hígado, y como terapia adyuvante para el cáncer. Otras aplicaciones menos estudiadas son el uso para mejorar la función del pulmón, la glándula suparrenal, mejorar el metabolismo corporal y reducir la fatiga.
Los principales componentes de la raíz del astrágalo son saponinas y polisacáridos, entre ellos tres astragalanos de diferente peso molecular compuestos de glucosa, galactosa y arabinosa. A diferencia de Echinacea, no suprimen la función inmune con el uso prolongado de estos compuestos.
La raíz del astrágalo se suele utilizar en tés, extractos o cápsulas. El astrágalo se usa generalmente con otras hierbas como el ginseng, la angélica y el regaliz. En la medicina tradicional china se emplea el astrágalo a dosis de 10 a 30 g al día del polvo preparado comercialmente. Sin embargo, los estudios sobre los componentes del astrágalo indican que la estimulación de macrófagos es adecuada entre 4 y 7 g diarios. La dosis no debe sobrepasar los 30 g diarios.

### Precauciones
El astrágalo es considerado una hierba segura para su uso en la mayoría de los adultos. Sus efectos secundarios son poco conocidos, probablemente por razón de que se usa generalmente en combinación con otras hierbas.
El astrágalo puede interactuar con medicamentos que suprimen el sistema inmune, como la ciclofosfamida, un medicamento administrado a pacientes con cáncer u otros medicamentos similares indicados a pacientes receptores de trasplante de órganos. También puede afectar los niveles de azúcar en la sangre y la presión arterial.
Algunas especies del género Astragalus, que no suelen emplearse en los suplementos dietéticos utilizados por el hombre, pueden ser tóxicos. Por ejemplo, varias especies que crecen en los Estados Unidos contienen la neurotoxina swainsonina y han causado intoxicaciones en animales. Otras especies contienen niveles potencialmente tóxicos de selenio.
Por falta de estudios sobre seguridad, no es conveniente tomar extractos de astrágalo durante el embarazo ni la lactancia materna. Potencia los efectos del aciclovir.

## Bardana

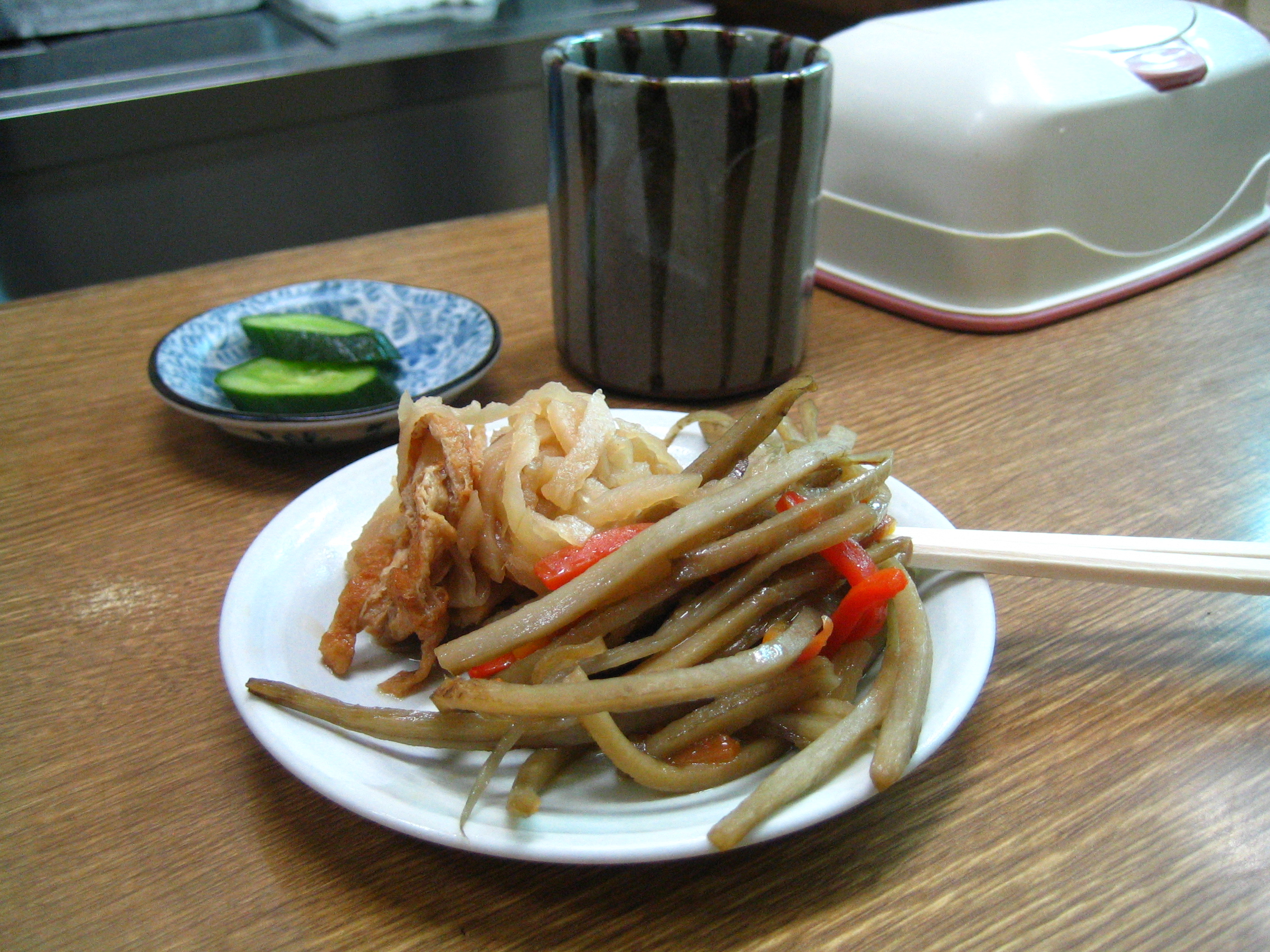
Aperitivo japonés incluyendo raíces de A. lappa (gobō: 牛蒡 o ゴボウ).

Conocida por varios nombres comunes, el Arctium lappa tiene una raíz  comestible, la cual contiene cantidades importantes de inulina, un polisacárido que forma parte de la fibra dietética, con interesantes efectos sobre la salud. La inulina es diurética. Figura en las tradiciones de algunos países para depurar las impurezas que causan la artritis, así como acné, forúnculos y eczemas. Puede causar dermatitis de contacto. Contiene principios activos con propiedades antibacteriana, antifúngica, antioxidante, ansiolítico y antiagregante plaquetario.
Se encuentran propiedades similares en las raíces de Arctium minus (llamada bardana menor) y el A. tomentosum. Las acciones antimicrobianas y antifúngicas han sido estudiadas y comprobadas in vitro mas no hay estudios sobre las demás propiedades atribuidas a estas raíces.

## Romaza
La raíz de Rumex crispus se utiliza para el tratamiento de estreñimiento crónico, anemia, en individuos con defensas escasas y también para tratamiento de la diarrea. Aun cuando el R. crispus tiene un alto contenido de hierro, no debe ser ingerida por mujeres embarazadas por estar asociado a abortos.
Se indica también como depurador en ciertos trastornos de la piel: psoriasis, herpes, erupciones varias, eczema, acné, sarna y también puede utilizarse para los síntomas de la anemia ferropénica en la sangre. Esta raíz ha demostrado efectividad al tratar trastornos inflamatorios del hígado y la vesícula biliar, así como otras enfermedades gastrointestinales bajo la dirección de un naturista especializado. La artritis y el reumatismo son otras enfermedades a las que refieren con frecuencia esta raíz.

## Begonia
La raíz de Begonia gracilis macerada en agua se usa para calmar la comezón y secar las lesiones causadas por el sarampión. La infusión bebida se usa como purgante y puede causar el vómito.

## Betuláceas
Entre las betuláceas se encuentran los alisos, cuyas raíces en decocción concentrada previenen la caída del cabello. El carpe americano es usado en infusiones filtradas para la irritación de los ojos. Las raíces del Ostrya virginiana fueron usadas para bañar a las mujeres después del parto.

## Bejuco ubí
Cissus sicyoides, llamada «tripas de Judas», es usada para varias enfermedades y a partir de varias partes de la planta. Las raíces son leñosas y recomendadas en afecciones del sistema osteomuscular y del tejido conjuntivo, en maceración alcohólica y de aplicación tópica. Como purgante se usa una decocción.

## Campanitas
La raíz de la especie Ipomoea stans es utilizada como coadyuvante en el tratamiento de la hipertensión arterial y para enfermedades del sistema nervioso y de los órganos de los sentidos, preparada en infusión y tomada por vía oral. Se han reportado indicaciones en medicina tradicional para el tratamiento de la histeria y la epilepsia. En preparados acuosos, extraídos con etanol o cloroformo, se ha demostrado que la administración de una dosis única de 100mg/kg o por 7 días consecutivos tiene efectos anticonvulsivantes en ratas de experimentación.

## Chayotillo
La raíz de Sicyos deppei, al igual que la raíz de Jatropha dioica, generalmente es usada para problemas de caspa y caída del cabello y esta última es preparada en infusión y de
aplicación tópica.

## Consuelda
La especie Symphytum officinale se conoce por sus raíces de propiedades antiinflamatorias, probablemente por razón de la alantoína contenida en ellas. La Comisión E únicamente reconoce el uso externo de la consuelda, para el alivio de contusiones, distensión muscular y dislocaciones articulares. El uso por vía ingerida es peligroso debido a la presencia de ciertos alcaloides que son tóxicos para el hígado, produciendo degeneración, cirrosis e insuficiencia hepática.

## Diente de león
Taraxacum officinale, considerada maleza, sus raíces han sido usado medicinalmente en Europa desde el siglo XV. Las tribus de nativos americanos Iroquois, Ojibwe y Rappahannock preparaban la raíz del diente de león para tratar enfermedades renales, malestar y acidez estomacal. En la medicina tradicional árabe, el diente de león se ha usado para tratar las enfermedades del hígado y del bazo. Además de aquellas funciones, la medicina tradicional china combina el diente de león con otras hierbas para mejorar la respuesta inmunológica a las infecciones del tracto respiratorio superior, bronquitis o neumonía y en compresas para tratar la inflamación de la mama.
Las hojas de las plantas de diente de león son ricas en potasio y es un diurético más potente que la raíz. También dan un gran sabor en las ensaladas. Tanto las hojas como la raíz son tónicos para el hígado y son útiles en el tratamiento de muchos problemas digestivos, indigestión y la pérdida del apetito. Los principales compuestos en la raíz del diente de león son lactonas, un alcohol llamado taraxasterol, fitoesteroles y mucílagos. También poseen altas concentraciones de inulina durante el otoño.  
En algunas personas sensibles, el contacto con la planta causa dermatitis.

## Dong quai
La raíz de Angelica sinensis, conocida como «Angélica china», ha sido usada por los chinos durante muchos años para las mujeres que están intentando recuperarse después del parto. Sin embargo, su uso debe evitarse durante el embarazo por estar asociado a un mayor riesgo de abortos. Esta raíz tan ayuda a restituir la sangre en trastornos anémicos y para embellecer la piel. Se indica también como coadyuvante en el tratamiento de problemas en el hígado. Los fitoquímicos en la raíz de esta planta incluyen varios polisacáridos, fitoesteroles, cumarinas y flavonoides. Tiene también acción antioxidante.
Se ha reportado un caso de ginecomastia asociado a la administración de compirmidos de «Angélica china».

### Otras umbelíferas

#### Angélica
Toda la planta, tanto las hojas, como las raíces y las semillas, es de muy agradable sabor y aroma
John Parkinson, 1640.

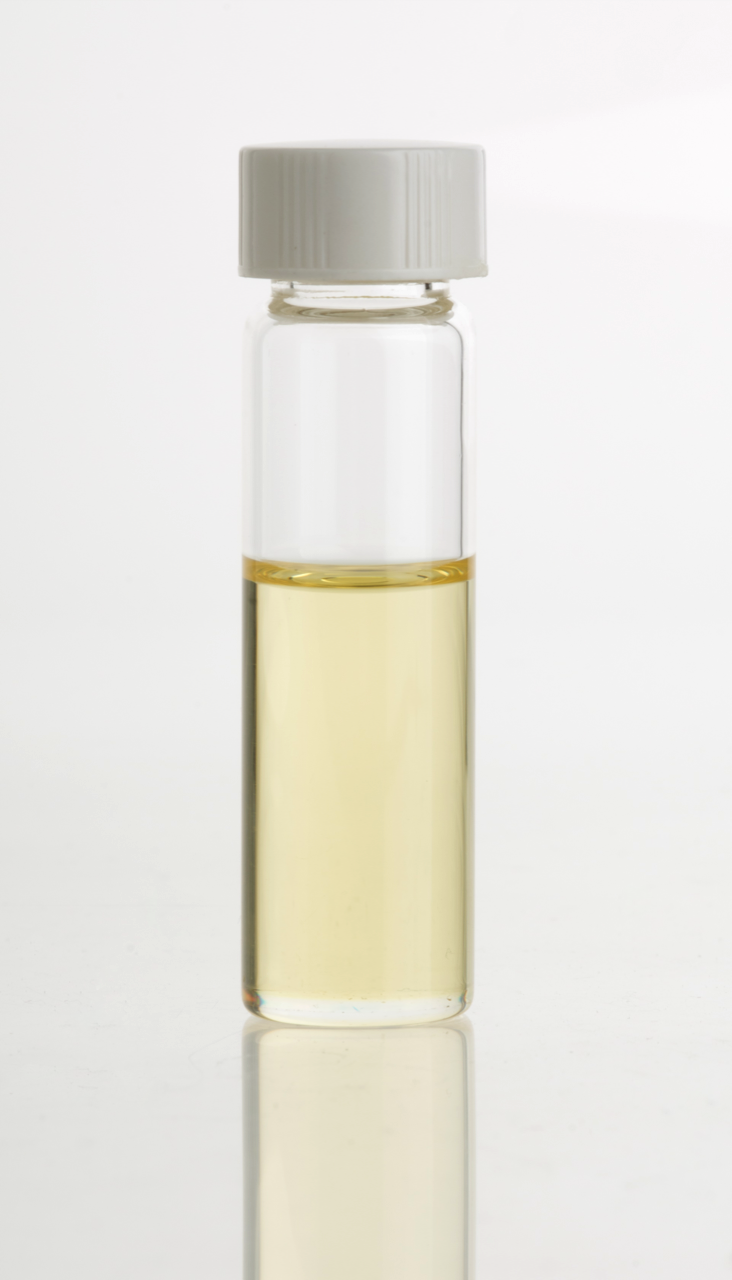
Aceite esencial extraída de la Angelica archangelica.

De la raíz de Angelica archangelica, denominada así por ser creencia popular que la planta es un regalo del arcángel Gabriel a un monje durante una epidemia debido a sus propiedades medicinales, se extrae un aceite esencial (hasta un 6%), especialmente rico en monoterpenos (alfa y beta felandrenos, alfa-pineno), sesquiterpenos (bisabolol, bisaboleno, beta-cariofileno), lactonas macrocíclicas, cumarinas (umbeliferona, ostol), abundantes furanocumarinas (angelicina, arcangelicina, bergapteno, xantotoxina, isoimperatorina). Otros compuestos incluyen sitosterol; ácidos fenolcarboxílicos; taninos; sacarosa.
La valoración de la Comisión E reconoce la acción estimulante de la raíz de la «Angélica» sobre las secreciones gastrointestinales, así como sus acciones espasmolíticas gastrointestinales y como colagogo. Otras indicaciones reconocidas incluyen pacientes con indigestión, pérdida de apetito, incluyendo el meteorismo y la flatulencia. Popularmente también se ha usado para calmar la ansiedad, migraña, menstruación dolorosa y en aplicaciones tópicas, los dolores reumáticos, neuralgias y lesiones.
La planta suele ser confundida con otras especies muy similares, Angelica sylvestris y Angelica palustris, comunes en España y el sur de Europa, así como la variedad japonesa, pero no poseen las propiedades medicinales de la A. archangelica.

#### Cardo corredor
La raíz del Eryngium campestre, cuyos principales constituyentes son saponósidos, taninos, sacarosa, inulina y sales de potasio, es usado popularmente como diurético, la tos ferina y para estimular la diuresis en la infección urinaria. 

#### Levístico
La raíz del apio de monte (Levisticum officinale) contiene aceites esenciales con compuestos alquilftálidos responsables de su característico aroma, cumarinas y otros ácidos que le otorgan propiedades como diurético, no perdedor de electrolitos. Popularmente se ha usado también como aperitivo, espasmolítico y sedante. La Comisión E ha aprobado el uso del levístico para aumentar la diuresis en ciertas infecciones urinarias y favorecer la eliminación de la arenilla de las vías urinarias, indicándose de 4 a 8 g/día de la droga. El levístico no debe ser usado en pacientes con insuficiencia cardíaca o renal. Las hojas de la planta, conocido en Alemania como Maggiplant por su sabor comparable a los cubitos Maggi, puede causar dermatitis de contacto. Por los componentes furanocumarinas en la raíz del levístico, es una de varias plantas que pueden elevar el riesgo de sangrado en pacientes que tomen warfarina.

## Equinácea
Echinacea purpurea es una hermosa planta de flores de color rosa. Los nativos americanos usaban la equinácea para el tratamiento de mordeduras de serpientes, fiebres y heridas. Los primeros colonos también encontraron usos para la planta y en la actualidad se utiliza como un estimulante inmunológico y antibacteriano. La equinácea es excelente para el tratamiento de infecciones virales, bacterianas o micóticas y suele ser la primera opción naturista para tratar los resfriados, la gripe e infecciones renales. La administración diaria de equinácea aún no ha demostrado ser un método efectivo para prevenir infecciones respiratorias, de acuerdo a estudios en humanos.
Cuando se toma equinácea al mismo tiempo que se aplica el nitrato de econazol en crema, las infecciones vaginales causadas por candidiasis pueden disminuir en frecuencia. No hay evidencia humana clara sobre los efectos de la equinácea en cualquier tipo de cáncer.
La Echinacea también ha sido útil en la artritis viral y puede ser aplicada a la piel externa de ciertas enfermedades. La raíz de esta planta debe ser incluida en las preparaciones así recomendadas. La Agencia Europea de Medicamentos publicó contraindicación a niños y, por datos insuficientes estudiando sus efectos en mujeres embarazadas, su uso no debe ser recomendado en el embarazo.
La raíz de la equinácea principalmente ácido achicórico, también alquilamidas, polisacáridos, glucoproteínas y derivados poliacetilénicos en el aceite esencial. Otras equináceas, como Echinacea pallida, tienen otros compuestos, incluyendo el ácido cafeico.

## Familia de las vides trompeta
Aunque muchas especies de la familia son conocidas como plantas medicinales, la mayoría, incluyendo el totumo para la tos, bronquitis y tuberculosis y el tulipán africano para la buena suerte, emplean atributos de las hojas o frutos. La raíz del tecoma amarillo se indican para sujetos con diabetes y para mejorar el apetito.

## Gatuña
Tanto la Cooperativa Científica Europea sobre Fitoterapia y la Comisión E aprueban la utilización de la raíz de la Ononis spinosa como diurético, similar a la cola de caballo, para eliminar arenilla y en afecciones renales. También está indicada como coadyuvante en el tratamiento de infecciones bacterianas de las vías urinarias. Como depurativo general se ha usado en la cutlura popular en casos de artrosis, artritis, eczemas y pruritos.
La raíz de la gatuña contiene una variedad de compuestos químicos, uno de ellos la 7β-dimetoxi-7-D-glucosiloxi-homopterocarpina que puede ser la responsable de los efectos antibacterianos frente a la Pseudomonas aeruginosa y el estreptococo beta-hemolítico.

### Precauciones
No se han publicado contraindicaciones en el uso de la gatuña, sin embargo, no debe ser usada en pacientes con edema causada por insuficiencia cardíaca o renal. El uso de diuréticos en pacientes en tratamiento de la hipertensión arterial o cardiopatía debe hacerse por prescripción y bajo control de un especialista.

## Genciana
La  raíz de la Gentiana lutea —nombre que recibe de Gencio, el rey ilirio del siglo II a. C.—destaca por sus propiedades intensamente amargas, haciendo de ella uno de los principales tónicos digestivos y aperitivos para estimular el apetito. Los principios activos que le dan la amargura a la raíz son glucósidos secoiridoides llamados amarogentina y genciopicirina (C16H20O9). Estos compuestos estimulan los receptores del gusto amargo en las papilas gustativas de la parte posterior de la lengua, conllevando a un aumento de la secreción de saliva y jugo gástrico y, como consecuencia, del apetito.
La raíz pivotante puede ser tan gruesa como el brazo de una persona, de la que salen varias ramificaciones bien desarrolladas. La raíz se extrae a finales del verano o en otoño, y se seca para un uso posterior. A menudo se toma oralmente en los tratamientos de dolencias de hígado, indigestión, infecciones gástricas y anorexia.

### Precauciones
La genciana no debe ser prescrita en pacientes con úlceras duodenal o gástrica. No debe ser tomada por mujeres embarazadas o durante la lactancia materna. Se ha descrito el dolor de cabeza como su principal efecto adverso.

## Ginseng

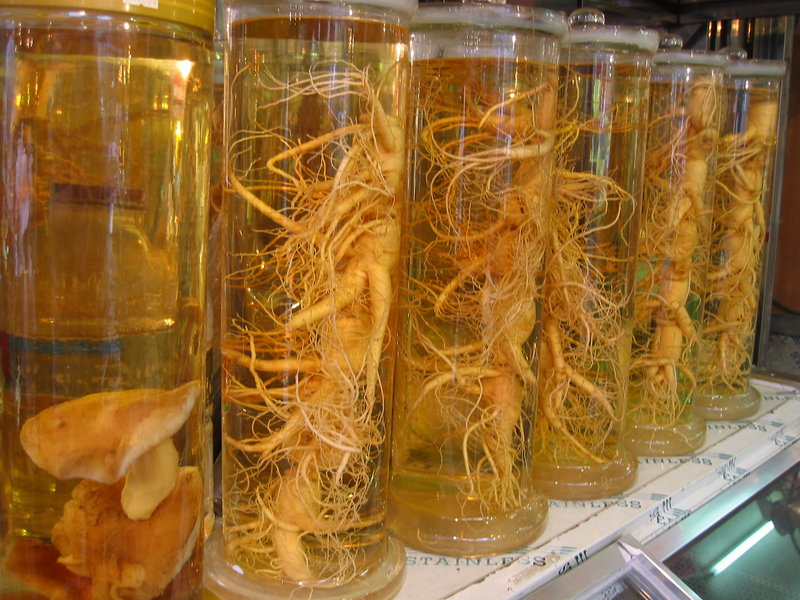
Raíces del Ginseng, envasados en una tienda surcoreana.

La raíz del Panax ginseng, el cual está casi extinto en su hábitat natural, no es de acción estimulante sino adaptógenos, es decir, un producto que aumenta la resistencia del cuerpo al estrés, por lo que es usado como coadyuvante en el tratamiento de enfermedades psiquiátricas y cáncer, probablemente por su efecto antioxidante. Un estudio de doble ciego en la Universidad Nacional Autónoma de México concluyó que el ginseg es un compuesto prometedor en relación con la mejora de la calidad de vida. Sin embargo, existen muy pocos estudios de alto nivel sobre los efectos medicinales del ginseng. Algunas de las propiedades al que se le atribuyen, como el combatir la pérdida de memoria, la fatiga física y mental, y la protección de la desintoxicación de alcohol, barbitúricos y opiáceos, no están basados en evidencias concretas sino basados en tradición teórica. De acuerdo a los estudios científicos, el uso a largo plazo del ginseng se han asociado con depresión, insomnia, diarrea, trastornos menstruales y de la sexualidad, entre otros efectos secundarios.
Por unos 5 milenios, los chinos han utilizado la raíz del ginseng como un tónico de energía. El ginseng también ha sido muy popular entre los chinos ancianos durante siglos y se ha adoptado esta planta energizante en el Occidente desde los días de Marco Polo. El ginseng también puede utilizarse como un remedio de desarrollo y para el tratamiento de las enfermedades pulmonares crónicas. El ginseng, cuyo principal agente activo son las ginsenosidas, ha sido considerado como el principal tónico porque proporciona estimulación a todo el cuerpo para superar la fatiga y el estrés, la debilidad y otras deficiencias mentales y en el cáncer. El ginseng ayuda el corazón y ha sido utilizado para regular la circulación de la sangre. Tiene la capacidad para nutrir la sangre y se utiliza para tratar la anemia. Las mujeres que sufren de deficiencias y la falta de equilibrio hormonal suelen indicarse el uso de ginseng. El ginseng de origen asiático, se indica para mejorar el control metabólico en la diabetes mellitus no insulinodependiente. Produce efectos antiinflamatorios inhibiendo la expresión de citocinas y cliclooxigenasa 2, por lo que se indica después del ejercicio.

### Precauciones

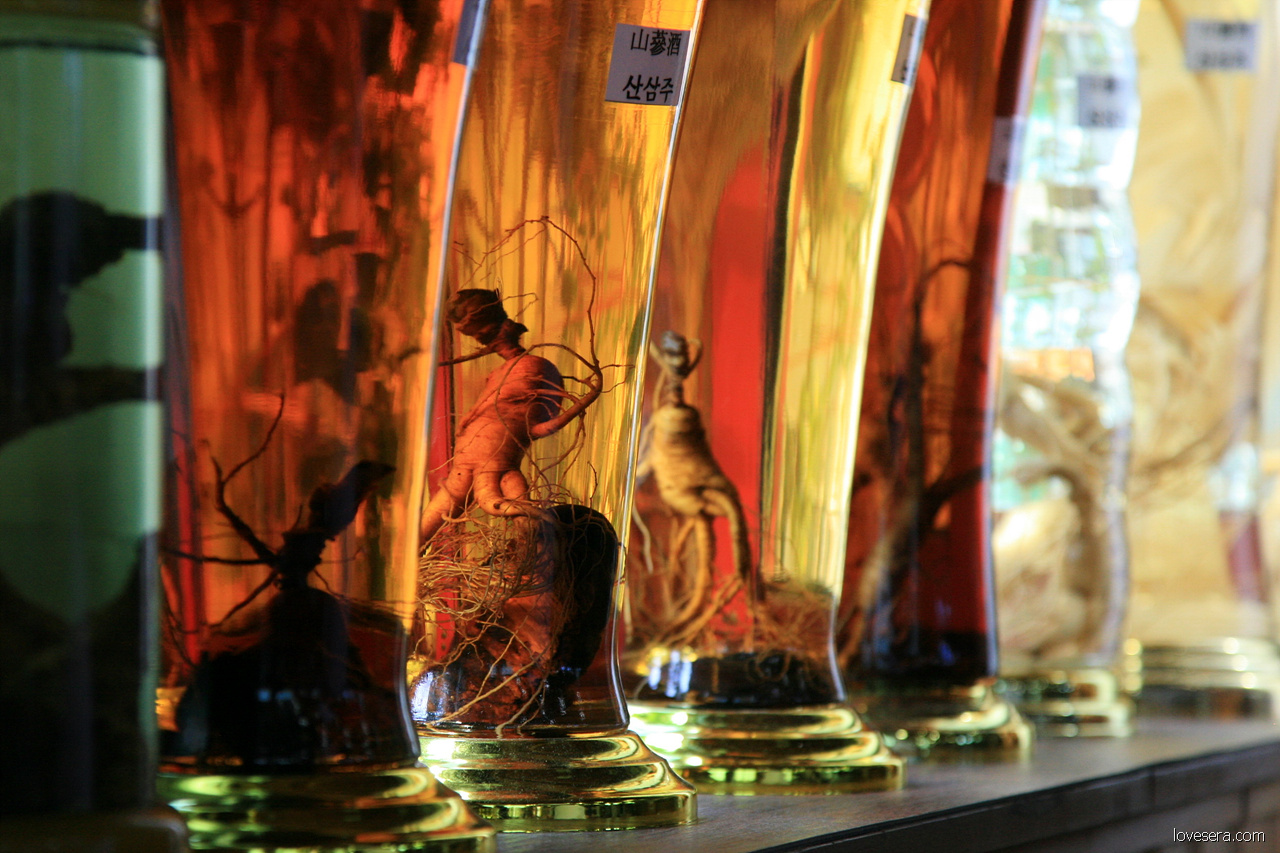
Vino montañés coreano conocido como Sansamju extraído del P. ginseng.

Deben evitarse las altas dosis o el uso prolongado del ginseng y no se debe administrar durante el embarazo. Quienes toman ginseng regularmente deben tomarlo por intervalos de tiempo, usualmente omitirlo cada dos meses limitando el uso concomitante de otros estimulantes, incluyendo la cafeína.
Se han descrito la contraindicación del ginseng en pacientes con trastornos del ritmo cardíaco, hipotensión arterial y trastornos de ansiedad e irritabilidad.
El ginseng interactúa con los medicamentos inhibidores de la monoaminooxidasa (IMAO) potenciando sus efectos.

## Ginseng siberiano
La raíz del Eleutherococcus senticosus se indica a personas que sufren de estrés. El ginseng siberiano presenta acciones similares al ginseng, pero con una menor actividad en general. También es hipoglucemiante, su toma continuada proporciona vigor, aumenta la memoria y la predisposición a la actividad. Por lo tanto, se trata de una raíz herbal que los estudiantes suelen tomar antes de un examen o en otras circunstancias que los pueden comprometer. El ginseng siberiano también puede utilizarse como remedio para el agotamiento nervioso y la falta de energía. Esto funciona como un refuerzo y ha sido ampliamente utilizado desde la década de 1930 con el fin de hacer frente a las presiones mentales que acompañaron los principios del siglo XX.
El poder adaptógeno (estimula el Sistema nervioso central, aumenta el rendimiento físico e intelectual, incrementa la resistencia inespecífica a las enfermedades, reduce la frecuencia de las enfermedades debidas al frío y al agotamiento) es inferior al ginseng pero se ha utilizado ampliamente para aumentar el rendimiento físico de los deportistas. También mejora el estado general de los enfermos oncológicos sometidos a quimioterapia o radioterapia.
Los principales compuestos activos de la raíz de esta planta, entre otros, los eleuteranos—glucanos similares a los panaxanos del ginseng—; eleuterósidos—heterósidos de glucosa y diferentes aglicones—y fitoestrógenos con una posible aplicación en cosmetología.

### Precauciones
Varios estudios de toxicidad han puesto de manifiesto que el ginseng siberiano no es tóxico, sin embargo tiene varios efectos secundarios en pacientes con otras enfermedades. Puede causar insomnio, cambios de ritmo cardíaco, taquicardias y ansiedad.
Se recomienda que los individuos nerviosos, tensos, histéricos o esquizofrénicos eviten el uso del ginseng siberiano. Igualmente que el ginseng, se recomienda hacer descansos entre tratamientos y no administrar en la segunda parte del ciclo menstrual, ni en casos en los que no convenga el efecto estrogénico. No es recomendable en los menores de trece años. Tampoco se debería tomar con estimulantes como el café o drogas antipsicóticas y durante el tratamiento de hormonas.

## Gramíneas

### Grama
El rizoma del Cynodon dactylon contiene como principios activos sales de potasio y fructosanas: triticina; inositol. Estudios en la Universidad de Allahabad en India reportan propiedades para estados en los que se requiera un aumento de la diuresis: afecciones genitourinarias (cistitis, ureteritis, uretritis, oliguria, urolitiasis), así como un potencial glicémico aprovechado como coadyuvante en el tratamiento de la diabetes. La cultura popular también toma pasto Bermuda para la disentería amebiana.
Su uso está contraindicado concomitantemente con diuréticos en presencia de hipertensión arterial o cardiopatías, sólo debe hacerse por prescripción y bajo control médico, dada la posibilidad de aparición de una descompensación tensional o, si la eliminación de potasio es considerable, una potenciación del efecto de los cardiotónicos. No se recomienda su uso en pacientes con obstrucción de las vías biliares, en el embarazo por considerarse popularmente como abortiva. Las partes aéreas de la planta contienen heterósidos cianogénicos, responsables de intoxicaciones en ganadería.

### Gramilla
El rizoma de la Elytrigia repens (sin. Agropyron repens) ha sido usado como planta medicinal desde la Grecia Clásica fundamentalmente como diurético que aumenta la excreción de orina por un aumento de la circulación del riñón. Otros usos atribuidos a la gramilla es la inflamación de la vejiga, retención de líquidos y como antiséptico. Suele ser también recomendado como depurativo para la gota y reumatismo.
El principal constituyente de la raíz de la gramilla es la triticina que es un polisacárido con estructura similar a la inulina. Es rico también en sales de potasio, silicatos, mucílagos y trazas de aceite esencial. 

## Granada
La corteza de la raíz de Punica granatum contiene sales minerales, principalmente oxalato cálcico; abundantes taninos de tipo elagitanino, alcaloides de tipo piperidínico, como la peletierina, isopeletierina, n-metilpeletierina y pseudopeletierina.
La corteza de la raíz se indica como antihelmíntico, sobre todo en las teniasis debido a la presencia de peletierina, la cual produce parálisis e incluso muerte de la tenia, según la dosis administrada, indicación que ha quedado últimamente en desuso humano, empleándose casi exclusivamente en medicina veterinaria.
Puede producir náusea, vértigo y trastornos visuales.

## Harpagófito

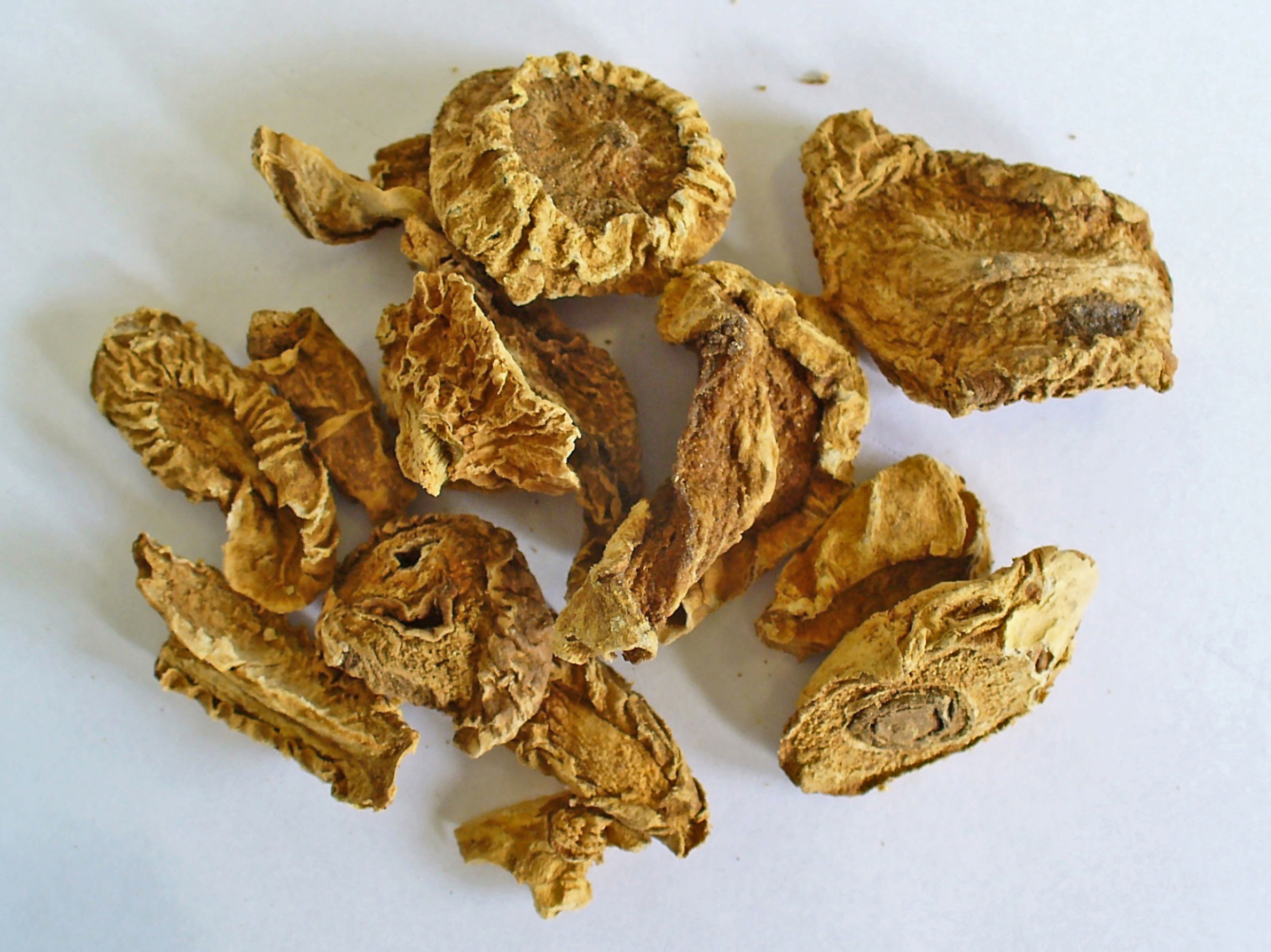
Trozos de raíz seca de H. procumbens, al que se le atribuye eficacia antiinflamatoria similar a los inhibidores de la cox-2.

El uso de la raíz del Harpagophytum procumbens es frecuente porque se le atribuye acción antiinflamatoria y analgésica leve, aplicando el extracto de la raíz como tintura o apósito causando recuperación posterior a golpes y traumatismos. El constituyente que se considera responsable de sus efectos se le conoce como harpágido, un iridoide. También se le reconoce poder colerético y estimulante del apetito.
La planta es procedente del sur de África donde crece en estado salvaje en el Desierto de Kalahari, lugar que se suele indicar para aliviar los dolores de parto.
Suele ser bien tolerada, puede causar diarrea y se contraindica si existe úlcera gastroduodenal y diabetes. No se debe usar el harpagófito durante el embarazo y se debe consultar con un especialista previo a su uso durante la lactancia.

## Huáng Qí
Los chinos, indican la raíz del Astragalus membranaceus como tónico energizante desde hace miles de años. Por sus propiedades estimulantes del sistema inmune, se ha utilizado con el fin de tratar las deficiencias inmunitarias en personas con resfriados repetidos y los síntomas de alergia. También se indica para promover la cicatrización de heridas, mejorar el rendimiento metabólico y reducir la fatiga.
La raíz es rica en polisacáridos y flavonoides que se le atribuyen sus propiedades medicinales. 

## Ipecacuana
La Psychotria ipecacuanha, sin. Cephaelis ipecacuanha, es una planta floral cuya raíz se utiliza para hacer jarabe de ipecacuana, un emético muy efectivo. La raíz, la cual está dividida en pocas bifurcaciones, contiene alcaloides bis-isoquinoleínicos (2-3,5%), donde los principales son la emetina y la cefelina. Además, presenta un compuesto propio, llamado ipecósido que es un alcaloide isoquinolein-monoterpénico, O-glucósido.
La ipecacuna es muy útil como emético cuando es necesario provocar el vómito en caso en que gran debilidad o en niños. Cómo vomitivo, expectorante y diaforético, se prescribe en bronquitis, etc., y en desórdenes de las que se desea aumentar las acciones de la piel. Los preparados que más se usan son el jarabe de ipecacuana y el polvo de Dover.

## Jatrofa
Con la Jatropha dioica predomina el uso para afecciones de la piel, del tejido subcutáneo y problemas odontológicos, por medio de una infusión que se aplica externamente. Al igual que la raíz de Sicyos deppei, la jatrofa generalmente es usada para problemas de caspa y caída del cabello y esta última es preparada en infusión y de aplicación tópica. La raíz, que es delgada, aproximadamente 1 metro de longitud, leñosa y con látex rojizo/anaranjado, se hierve un manojo de raíces en aproximadamente cuatro litros de agua y se usa como agua de baño o enjuague del cabello. También se indica para purificar los riñones y en situaciones de mala digestión, para lo que se hierven tres raíces en un litro de agua y se toma como agua potable de uso cotidiano.

## Jengibre

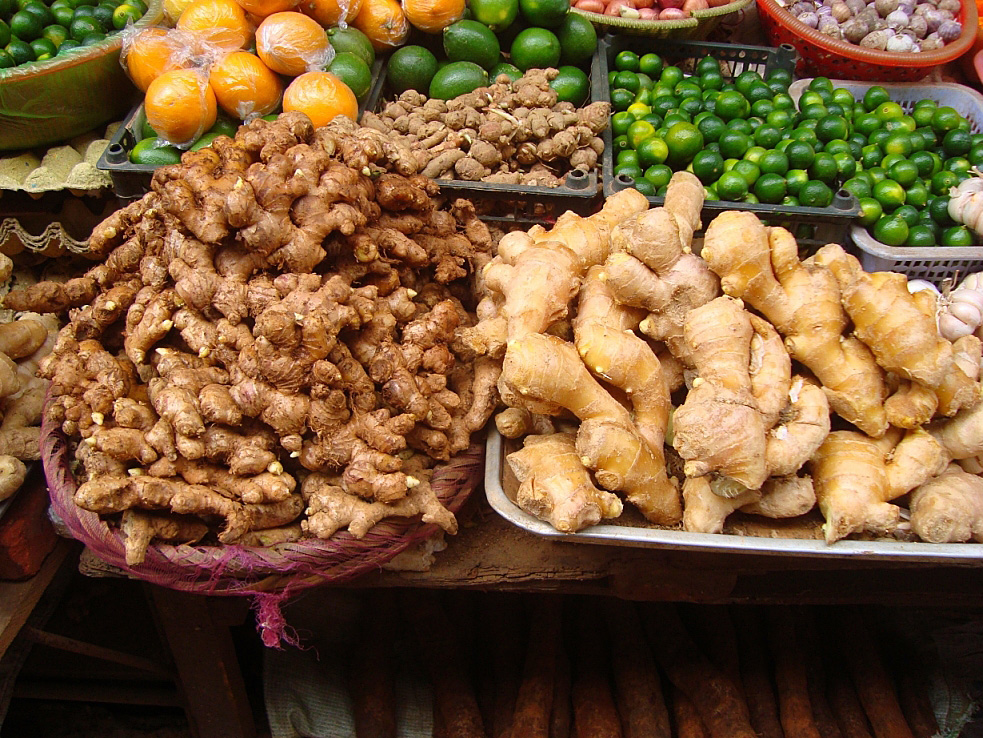
Dos variedades de raíces de jengibre de venta en un mercado de Haikou.

En investigaciones médicas se ha comprobado que la raíz de Zingiber officinale es efectivo en el tratamiento contra las náuseas y mareos causadas al viajar sobre algunos medios de transporte, así como las que aparecen durante el embarazo en horas matutinas. En vista de que no se le conoce efecto teratogénico, su uso en el embarazo no está contraindicado. El jengibre es asimismo útil en la indigestión que cursa con náuseas y gastritis leve. En algunas pacientes puede agravar la gastritis si han estado previamente tratados con analgésicos antiinflamatorios. Se puede emplear en decocción o en extracto fluido. Por miles de años se ha usado también como estimulante gastro-intestinal, aumentando la motilidad intestinal, alivia los gases intestinales, es tónico y expectorante, entre otros. Es un potente estimulante del sistema nervioso central y autónomo.
El jengibre ha sido utilizado en la medicina tradicional como una cura para enfermedades inflamatorias, incluyendo reumáticas y tramáticas. El jengibre contiene compuestos fenólicos activos como el gingerol, paradol y shogoal, que tienen propiedades antioxidantes, anticancerosas, antinflamatorios, anti-angiogenesis y propiedades anti-arteroescleróticas. También se ha demostrado que inhibe los productos del gen NF-kB implicados en la proliferación celular y la angiogénesis, como el IL-8, VEGF y el cáncer de ovario. El extracto fluido del jengibre tiene un efecto estimulante (ergogénico) a dosis de 15 y 30 mg/kg, tomadas por cinco días o en dosis única.
El extracto oleoso del jengibre en el tratamiento del asma, al evidenciarse un efecto inhibitorio de la degranulación de los mastocitos por lo cual se pudiera clasificar como antihistamínico, antiserotonínico y antiinflamatorio de las vías respiratorias.

### Precauciones
No se debe tomar jengibre conjuntamente con antigoagulantes o antiagregantes plaquetarios, incluyendo la aspirina, sin consultar antes con un especialista, por razón del mucho mayor riesgo de sangrado. Los pacientes con cálculos biliares deben tener valoración médica previamente a la administración de preparados con jengibre. El jengibre puede causar dolor de estómago y debe administrarse con precaución en caso de úlcera péptica y otras enfermedades gastrointestinales.

### Otras zingiberáceas

#### Cúrcuma
La Curcuma longa es una de las especias más usadas en la gastronomía de la India y aporta un color amarillo intenso característico, procedente del rizoma de la planta. Existen varios estudios en curso en busca de apoyo científico a sus sugeridas funciones antitumor, antioxidante, antiartritis, y antiinflamatorias. La cúrcuma puede ser útil para tratar la malaria, prevenir cáncer cervical.

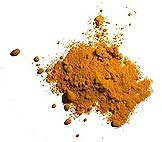
Cúrcuma en polvo.

En el antiguo sistema de medicina india Āyurveda, tiene amplio uso en hepatitis A, B y otras, en casos de plaquetas bajas, como regulador de la inmumidad y coadyuvante en inmunodeficiencias, incluidas ciertas formas de cáncer como el carcinoma de mama y el hepatocarcinoma. Los efectos anti-cáncer parecen derivar de la habilidad de la cúrcuma de inducir apoptosis en células cancerígenas, sin producir efectos citotóxicos en células sanas. La cúrcuma puede interferir con la actividad del factor de transcripción NF-κB, que ha sido ligado a través de múltiples estudios científicos, a un número de enfermedades inflamatorias, incluyendo cáncer.
Varios estudios en laboratorio indican que el curcumín, un componente de la cúrcuma, puede tener actividad contra el VIH. Sin embargo, hacen falta estudios confiables en humanos en esta área. Existe información circunstancial de que la cúrcuma podría mejorar las condiciones mentales de adultos mayores.
La cúrcuma no es fácilmente absorbida por el organismo humano - 2 g de cúrcuma no se detectan en el suero tras ser ingerida. Sin embargo la absorción de la cúrcuma mejora considerablemente si se ingiere con pimienta negra, como en el curry en polvo.

## Jobo
La especie Spondias mombin es usada mucho por los indígenas de Venezuela y Colombia, fundamentalmente la corteza como cicatrizante. La raíz se suele indicar macerado para las inflamaciones locales o en bebida para desparasitar. Para las mismas funciones se indica el uso de la raíz del jocote (Spondias purpurea).

## Kawa kawa

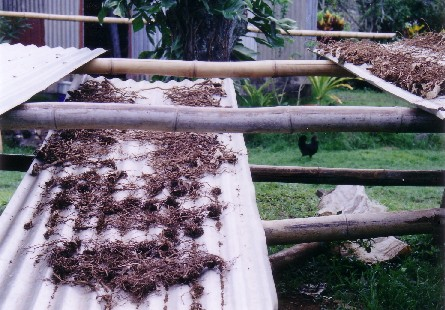
Raíces de kava secando al aire libre en Lovoni, Ovalau, Fiyi.

El rizoma del Piper methysticum cumplía un papel importante en la vida social de los nativos de las islas del Pacífico a la llegada de los europeos en el siglo XVIII. Se consumía el rizoma, mascado o fermentado en agua para producir un brebaje de color parduzco y propiedades psicotrópicas. Su principio activo está compuesto por una veintena de lactonas, que conforman más del 3% del rizoma en estado bruto, denominadas kavalactonas.
Una revisión sistemática de la Colaboración Cochrane concluyó que es probable que las raíces del kava sean más eficaces que lo es el placebo para tratar la ansiedad social a corto plazo. Algunos estudios sugieren que su efecto es comparable al de las benzodiazepinas sin los efectos colaterales.
Las culturas polinesias en el Océano Pacífico, así como Vanuatu, Melanesia y en algunas partes de Micronesia y Australia consumen kava de diversas maneras. Tradicionalmente se prepara para mascar, moliendo o golpeando las raíces de la planta. La molienda se realiza a mano contra un bloque en forma de cono de coral muerto, la mano forma un mortero y el coral hace de pilón. Se suele añadir un poco de agua a la raíz que se mezcla con la humedad liberada durante la molienda. Ocasionalmente se muele sobre un pequeño tronco usando una piedra grande. Se añade al agua fría al producto final y se consume lo más rápidamente posible.

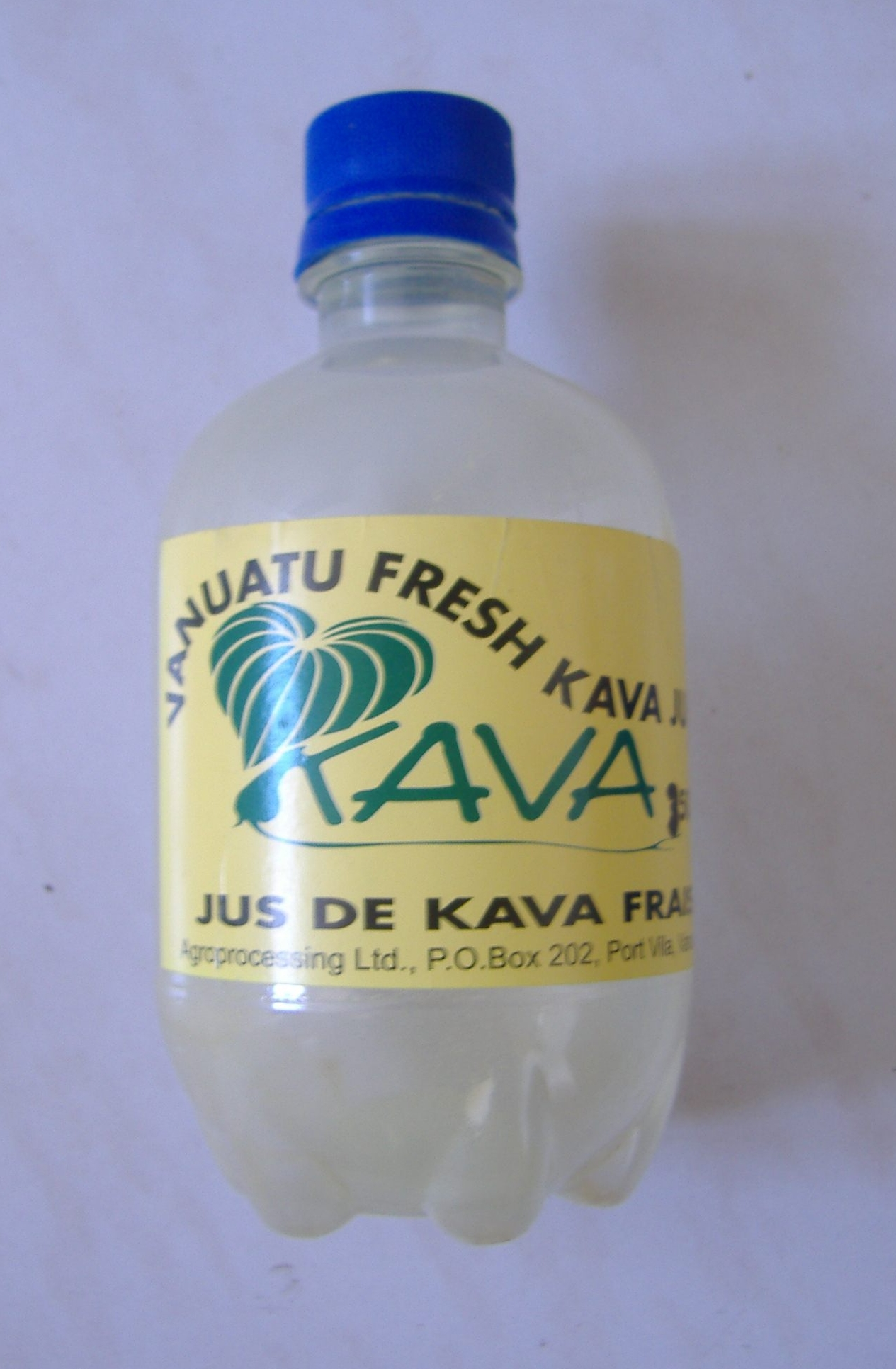
Bebida con aditivos a base de extractos de Kava.

En 2009, se lanzó una bebida llamada kava Cola, un refresco que contiene lactona de la raíz de kava como aditivo, comercializado por sus propiedades relajantes y descrita como una bebida "anti-energía". Se describió también como productora del efecto calmante de la kava sin el sabor a barro, con la esperanza de llegar al mercado internacional. También existen otras bebidas similares en el mercado, como la hawaiana RZO (pronunciado "Rizzo").

### Precauciones
Las precauciones relacionadas con la seguridad de la raíz de kava giran en torno a una posible toxicidad hepática, en gran parte debido al uso de los tallos y las hojas por los fabricantes de suplementos, en lugar de usar sólo la raíz de la planta según lo dictado por los usos tradicionales, sin embargo, la seguridad real a largo plazo de la hierba aún queda sin aclarar.

## Malvavisco
Los romanos utilizaban las raíces de esta hermosa planta de color rosa, saladas con cebollas y mantequilla y preparaban un plato exquisito. Sin embargo, además de las propiedades gastronómicas, Althaea officinalis funciona sorprendentemente bien como calmante de dolencias respiratorias y digestivas. Se ha comprobado que un galacturónico, que es uno de los constituyentes del mucílago de esta planta, reduce sinificativamente el esfuerzo y la intensidad de los ataques de tos y promueve la expectoración en sujetos con irritación de las membranas de las vías respiratorias.

### Presentaciones comerciales
Algunos de los preparados comerciales que contienen extractos de raíces de Althaea officinalis, las cuales se indican según la literatura o siguiendo las indicaciones de un especialista incluyen:
- Fitosol Malvavisco: infusión, tres veces al día después de la comida. Uso externo: compresas o gargarismos.
- Herbofarma Malvavisco: vía oral, decocción con 4 g para cada 200 ml de agua, mantener en ebullición durante 2 a 5 min, 2 a 3 veces al día.
- Malvavisco El Naturalista: estuches que contienen 40 g de la raíz troceada y desecada de A. officinalis; se indican 3,5 g/taza para uso interno y gargarismos de 30 g/L para uso externo.
- Malvavisco Acofar: bolsa de 40 g
- Malvavisco Troceado: una cucharadita por taza de agua que puede ser endulzada con miel, que puede tomarse varias veces al día.
- Malvavisco de Bellsolá: frasco de 60 comprimidos de 400 mg, a criterio del naturista.
- Presentaciones compuestas: Dr Pina Diarrea, El Naturalista Carminativo (entre otros), O5 Ventisol Asma, Tisaplant Pulmonar, Transbífidus, Edensan 103-BTO Fitomix, Aquilea Antiflatulenta, Malvaliz.

## Vinca
Catharanthus roseus se ha usado para tratar la diabetes y como diurético, pero su toxicidad la hace poco recomendable.

## Ñame
Algunas especies de ñame, especialmente la Dioscorea cayenensis son ricos en vitamina C, fibra dietética, vitamina B6, potasio y manganeso; y pobres en grasas saturadas y sodio. El contenido electrolítico bajo en sodio y rico en potasio produce un equilibrio que puede indicarse en trastornos como la osteoporosis y ciertas cardiopatías. La vitamina C, fibra dietética y vitamina B6 pueden promover la buena salud. El ñame también contiene un bajo índice glicémico que las papas, motivo por el cual pueden ser usados como parte de la dieta de pacientes con diabetes y para promover protección en contra de la obesidad.

### Ñame chino

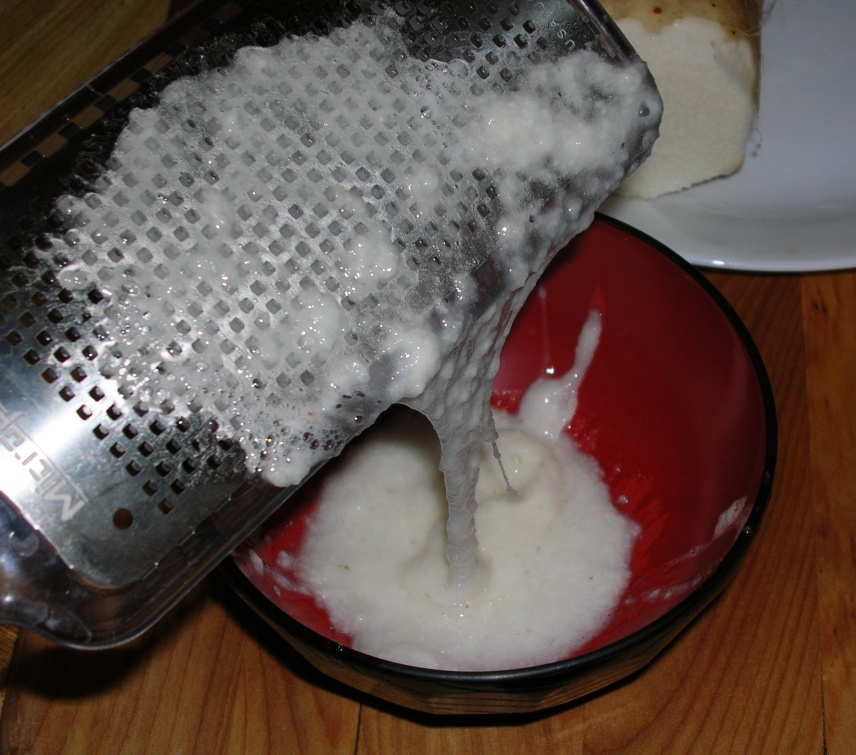
Preparación granulada del tubérculo Dioscorea opposita.

La Discorea opposita (山藥) se utiliza en medicina china tradicional para afecciones del bazo y de la piel.

## Ortiga mayor

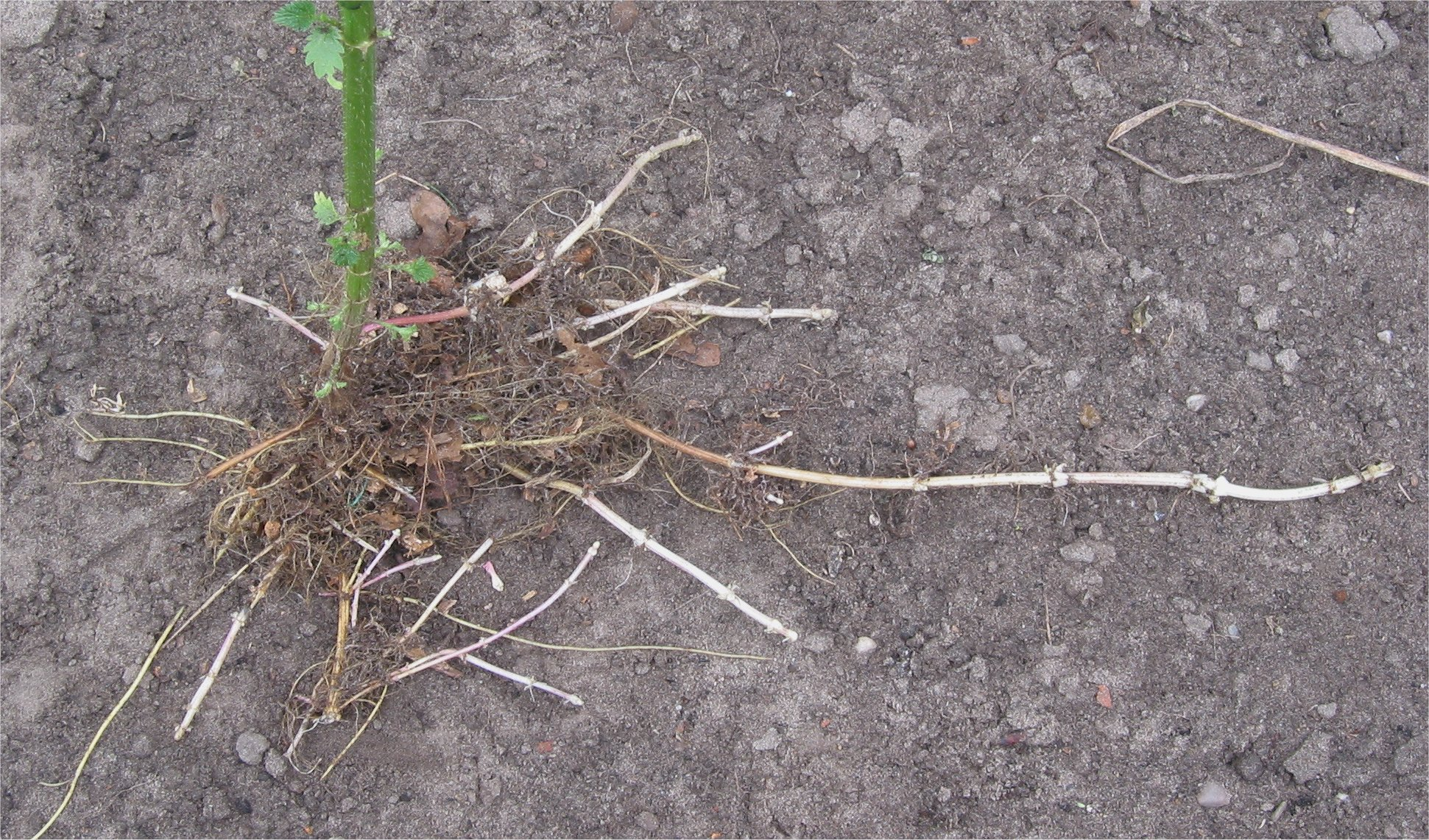
Rizomas de la ortiga mayor, usado por sus propiedades antiinflamatorias.

La Urtica dioica se conoce por lo irritante de los vellos sobre sus hojas y tallo. Sin embargo, la raíz de esta planta contiene taninos, fitosteroles, ceramidas, fenilpropanos, lignanas, polifenoles, monoterpendioles y aglutinina que le confieren propiedades antiinflamtorias, especialmente útil en la hiperplasia benigna de próstata.

## Raíz de cascabel
Muchas tribus de nativos americanos utilizan la raíz de la Actaea racemosa (sin. Cimicifuga racemosa) y sus rizomas en el tratamiento de los síntomas de la menopausia y la disfunción menstrual. Aunque sigue siendo controversial, los estudios han demostrado que este medicamento botánico, cuando se han normalizado correctamente a la fracción de los glucósidos terpenos, parece ser eficaz en el alivio de los síntomas menopáusicos. Los efectos adversos son muy infrecuentes, y no se conocen interacciones adversas significativas.
Este pariente de las ranunculáceas tiene una distintiva raíz negra. La acción de los extractos de esta raíz parece ser la unión a receptores de la serotonina y no a la presencia de fitoestrógenos, incluyendo la unión de gran afinidad por los receptores 5-HT7 y Nω-metilserotonina.
Debe ser evitada por las mujeres embarazadas.

## Raíz de manso
La Iostephane heterophylla tiene una raíz carnosa de unos 45 cm de largo y 8 de ancho como promedio. Fresca o seca, se usa de manera tópica sobre heridas, incluyendo las mordeduras de animales ponzoñosos, para promover cicatrización. Es también usada para el alivio del dolor de espalda y de riñón apicando el ungüento sobre el área del dolor. En México se emplea otra técnica, rociando la ceniza de la raíz quemada sobre la herida y envolviendo después el miembro. En forma de decocción, filtrando las partículas de la raíz, se mezclan unos 20 g de la raíz con 150 ml de agua hervida y se le da a beber a sujetos diabéticos y con enfermedad pulmonar y hepáticas, así como para el alivio de los síntomas de la disentería.
Su uso en heridas probablemente se deba a la actividad de algunos de los compuestos químicos presentes en la raíz de la planta, incluyendo sesquiterpenos activos contra bacterias gram positivas y gram negativas, levaduras y dermatofitos.

## Regaliz

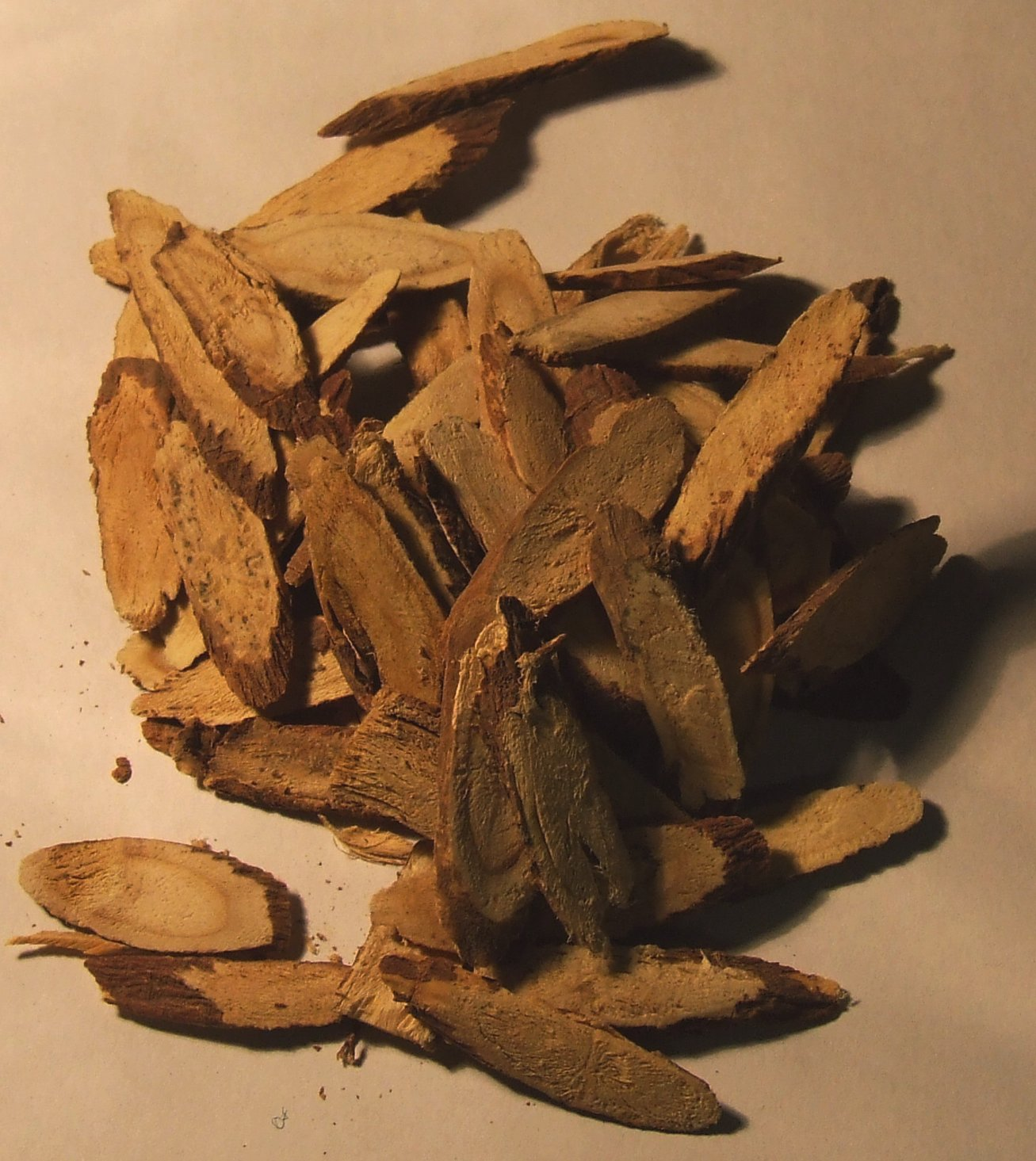
trozos de la raíz de regaliz de venta en un mercado en Melbourne.

La raíz del Glycyrrhiza glabra ha sido utilizado en medicina de muchas culturas por más de 2.500 años en todo el mundo. Los chinos llaman el regaliz "abuelo de todas las hierbas", siendo también usado en muchos preparados farmacológicos para equilibrar el resto de los ingredientes y estupefacientes. La raíz del regaliz también funciona como alivio de varios trastornos digestivos incluyendo la diarrea y la úlcera gástrica. Esta raíz tiene acciones como antitusígeno y suele ser indicado como coadyuvante en el tratamiento de la tos asociada con bronquitis y asma. El regaliz también puede apoyar la producción de hormonas, como la hidrocortisona, antiinflamatorios y en el tratamiento de la enfermedad de Addison.
El principio activo del regaliz es un saponósido nombrado glicirricina. Otros compuestos incluyen flavonoides, triterpenos y esteroles que le dan a la raíz sus propiedades de antitusígeno, mucolítico y espectorante. Es probable que los flavonoides, por acción espasmolítica y secretora, sean los responsables de la acción antiulceróso gástrico de la raíz. El regaliz también es antiinflamatorio, probablemente por inhibición de los corticoides en el organismo.
La glicirricina es un efectivo edulcorante artificial, en vista de lo cual es frecuentemente usado en bebidas, confitería y en la confección de tabaco.
El extracto vegetal de regaliz viene en bolsas para infusión con presentaciones desde 40 a 80 g, de los cuales se preparan infusiones con 0,5 a 1 g para la tos asociada a catarros y 1,5-3 g para úlceras gástricas. Para prevenir la posible hipopotasemia, se recomienda añadir una dieta rica en potasio: plátanos, albaricoque, etc.

### Precauciones
Las altas dosis de regaliz deben ser evitadas por pacientes con hipertensión arterial u otras enfermedades del corazón. El regaliz interactúa con la digoxina.
La toxicidad por regaliz suele ocurrir en personas con uso crónico de la sustancia y causa trastornos hidroelectrolíticos, los cuales pueden ser tratados con diuréticos ahorradores del potasio como la espironolactona (dosis pediátrica: 0.5-1.5 mg/kg por vía oral dos veces al día; máximo de 200 mg/d).
La glicirricina, el principal compuesto activo del regaliz, es un saponósido triterpénico, que ha sido asociada a hepatotoxicidad. Las lesiones más características han sido necrosis centrolobulillar y fibrosis en casos de ingesta prolongada. Por tal razón, los extractos de raíz de regaliz están contraindicados en pacientes con hepatitis colestácica y cirrosis, así como en pacientes con hipertensión arterial, ya que activa al cortisol, causando un subtipo de hipoaldoseteronismo con hipertensión arterial. El regaliz también está contraindicado en pacientes con hiponatremia y en el embarazo. La glicirrizina del regaliz puede reducir el aclaramiento de prednisolona en adultos sanos.
En la administración a corto plazo y a las dosis habituales de 50 g de la droga por día, no se han descrito efectos secundarios o precauciones.

## Sanguinaria
De la raíz de la planta Sanguinaria canadensis se extrae un astringente usado como componente en diversas formulaciones de pastas dentales y enjuagues bucales. Se usa también en cremas para la piel.
La extracción alcohólica de los rizomas de la sanguinaria produce un alcaloide benzofenantridínico, químicamente activo, el cual parece ser retenido en la placa dental durante varias horas después de su uso. El uso de un enjuague bucal y pasta dental de sanguinaria parecen reducir de forma significativa los valores de la placa, la inflamación gingival y el sangrado al sondaje.
Las raíces también tienen atribuidas los efectos de expectorante, laxante, emenagogo, narcótico, afrodisíaco, tónico, estimulante, sedante, estornutatorio y, probablemente antihelmíntico.

## Sello de oro
Las raíces del Hydrastis canadensis o sello de oro ha sido uno de los remedios herbales más populares entre los nativos americanos y se ha convertido en uno de los más usados por herboristas del siglo XIX en el Occidente y Europa. Los pioneros estadounidenses solían masticar las raíces cuando tenían dolores de muela y dolor de estómago. Trabaja como excelente recurso anti-flema y es estimulante del hígado. Se ha demostrado su efectividad para muchos trastornos digestivo, respiratorios y algunas afecciones de la piel. El sello de oro también puede ser útil para tratar la indigestión, gastritis, colitis, úlceras duodenales, menorragia y como tónico regular para el aparato reproductor femenino, leucorrea y secreción del pene, eczema y otros trastornos. as mujeres embarazadas deben evitar esta raíz porque puede causar hipertensión arterial. Las raíces de H. canadensis se empleaban en el pasado para detener las hemorragias uterinas debido a que causa contracciones de fuerte intensidad de los músculos del útero.
Se ha estudiado con detalle a uno de los compuestos del H canadensis, conocido como berberina. Se estima que la dosis letal (DL50) de la berberina en seres humanos sea 27,5 mg/kg. La berberina es absorbida lentamente por vía oral y alcanza concentraciones pico en 4 horas y tarda 8 horas para ser depurada del cuerpo. La berberina se excreta en la orina y estudios en humanos muestran evidencia de que la berberina puede ser absorbida por la piel. Aún se desconocen los datos farmacocinéticos de la berberina proveniente de la raíz del sello de oro. La berberina en los seres humanos puede causar el bloqueo de los receptores en el músculo liso, bloqueo de los canales de potasio en el corazón y reducción de la taquicardia ventricular, inhibición de la secreción intestinal de iones y de la formación de toxinas en el intestino y un aumento en la secreción de bilis.
La berberina también se indica como coadyuante en las infecciones urinarias por sus propiedades antimicrobianas.

## Tricosantina
Trichosanthes kirilowii es una de las 50 hierbas fundamentales usadas en la medicina tradicional china y cuya raíz es una fuente del compuesto químico tricosantina.
Los ensayos clínicos realizados con tricosantina en enfermos de sida indican que la administración por infusiones repetidas de esta proteína antiviral inactivadora de ribosomas es segura y relativamente bien tolerada y que promueve el incremento de la población de linfocitos CD4+ y CD8+.
En China se administra intra-amnióticamente para inducir el aborto en el primer y segundo trimestre del embarazo, y por vía intramuscular para promover la evacuación uterina en caso de la muerte del
feto en el útero.

## Valeriana común
Valeriana officinalis y otras especies del género, contiene uno de los fármacos de origen vegetal más conocidos para el equilibrio nervioso. Investigaciones en los componentes de la raíz sugieren que puede ser efectivo en el tratamiento del insomnio y estados de inquiteud, irritabilidad o ansiedad, especialmente útil porque parece no cursar con los efectos secundarios de los medicamentos de primera línea. Se ha especulado que algunos componentes del aceite esencial, como el ácido valerénico, contribuyen al mecanismo de acción de la droga.
Por su parte, la «valeriana mexicana» (Valeriana edulis ssp. procera) sólo se usa la raíz, y el uso generalizado como infusión es para enfermedades del sistema nervioso.

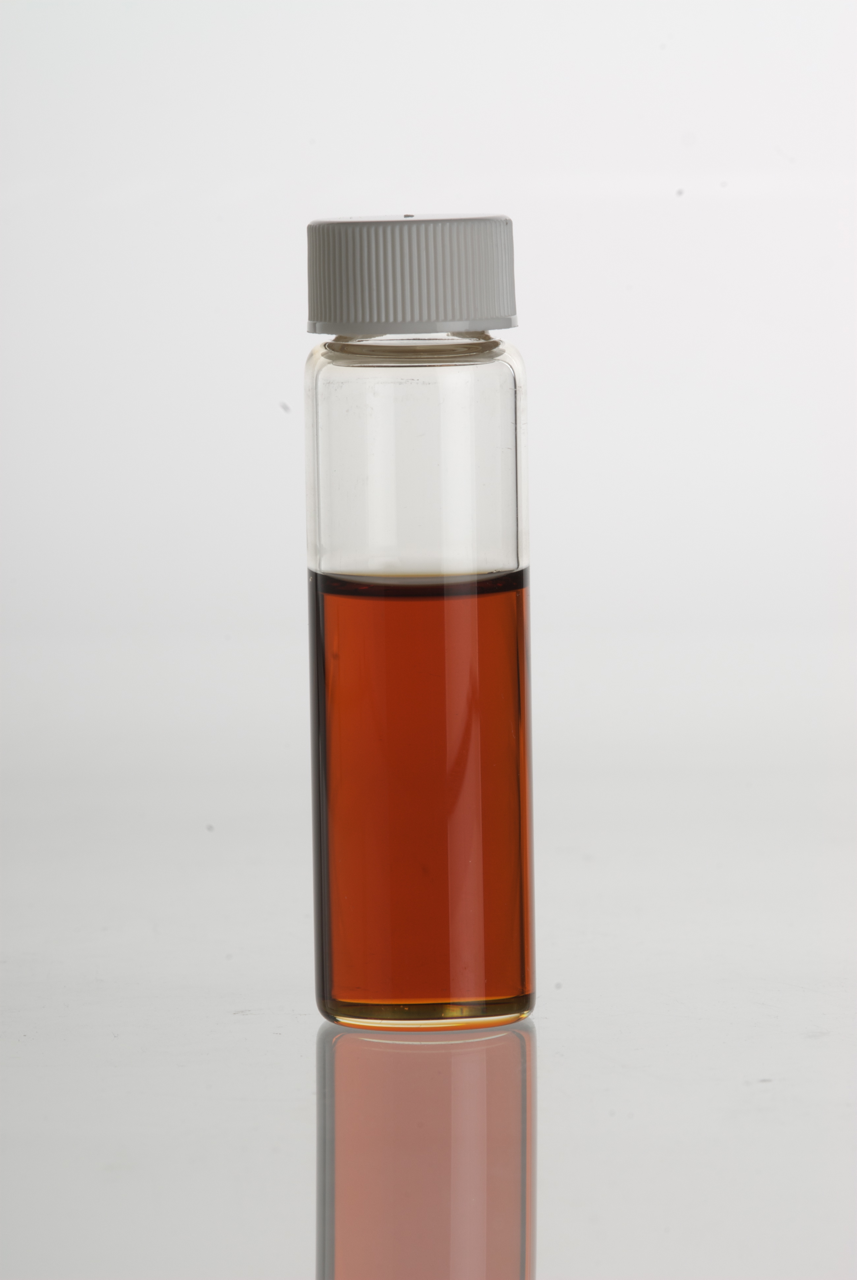
Vial conteniendo aceite esencial extraído del V. officinalis.

## Witania
El epíteto específico de Withania somnifera alude a las propiedades sedantes de la raíz de la planta. Sin embargo, su uso principal en el antiguo sistema de medicina india Āyurveda es similar al del ginseng en la medicina china tradicional: funciona como adaptógeno. Por esta razón, en Occidente se le da el sobrenombre de «ginseng indio».
En la tradición ayurveda, a sus raíces se le atribuyen cualidades afrodisíacas y sedantes. Aunque hay pocos estudios científicos sobre los beneficios de la bufera, se ha utilizado tradicionalmente para tratar la fatiga, la deshidratación, la debilidad ósea y muscular, dientes flojos, impotencia sexual, emaciación, estreñimiento, agotamiento nervioso, pérdida de la memoria y la polución nocturna.
Los estudios realizados que demuestran evidencias sobre las propiedades beneficiosas de la W. somnifera son, el alivio de los síntomas de abstinencia de drogas, la reducción de la ansiedad, y del dolor de la artritis en la rodilla.
Recientemente se le han encontrado propiedades frente al Alzheimer.
Otros ensayos clínicos en curso para la determinación de la eficacia de W. sominifera incluyen el tratamiento de la ansiedad y otros trastornos neurológicos y cognitivos, tuberculosis, Enfermedad de Parkinson, cáncer de hueso, el trastorno bipolar, diabetes y para mejorar la calidad de vida de los ancianos y los pacientes de cáncer de mama que reciben quimioterapia.
Los principales compuestos de la raíz de witania incluyen varios whitanólido de estructura similar a la digoxina implicados en el efecto adaptógeno y antiinflamatorio, y alcaloides como la somnina y la tropina que muestran una acción relajante a nivel de los intestinos, útero, bronquios y el músculo liso de los vasos sanguíneos.